# Joaquín Pertíñez Fernández
Dom Joaquín Pertíñez Fernández, O.A.R. (Monachil, 22 de setembro de 1952) é um bispo católico espanhol agostiniano recoleto, bispo de Rio Branco, Acre.
Pertíñez Fernández cursou o Magistério no Centro Universitário Padre Andrés Manjón, em Granada, onde obteve o título de professor de EGB, em 1973. No mesmo ano, ingressou na Ordem dos Agostinianos Recoletos, iniciando o noviciado em 10 de agosto de 1973, em Monteagudo (Navarra) e, professou os votos simples em 11 de agosto de 1974. Durante seus estudos teológicos, em Marcilla (Navarra), fez sua profissão solene em 16 de outubro de 1977, recebendo a ordenação diaconal dias depois, em 30 de outubro de 1977, em Lodosa, através de Dom José Méndez Asensio, Arcebispo de Pamplona. Ao término de seus estudos teológicos, foi ordenado presbítero através de Dom Florentino Zabalza Iturri, Bispo de Lábrea, em 16 de julho de 1978.
Durante dez anos, Pe. Joaquín ensinou no Seminário Menor São José em Lodosa, inteiramente dedicados à formação dos seminaristas menores. Entre 1979-1983, estudou Psicopedagogia pela FERE, em Madrid. Posteriormente fez especialização em Expressão Plástica, pela Universidade a Distância (UNED).
Em 1988, seus superiores acolheram seu pedido e o destinaram à missão de Lábrea. Até 1998, foi pároco em Lábrea e, durante dois triênios, foi superior religioso da Delegação Provincial. Nesses anos, construiu várias capelas urbanas e colaborou na idealização e concretização do Centro Esperança de Lábrea. Em 30 de março de 1998, deixou Lábrea para tomar posse do cargo da Delegação da Costa Rica, e como superior religioso do Seminário Santo Ezequiel Moreno.
Em 24 de fevereiro de 1999, João Paulo II o nomeou bispo de Rio Branco. Recebeu a ordenação episcopal em 30 de maio de 1999, por Dom Moacyr Grechi, Arcebispo de Porto Velho, acompanhado de Dom Francisco Javier Hernández Arnedo, Bispo de Tianguá, e Dom Jesús Moraza Ruiz de Azúa, Prelado de Lábrea.
Dom Joaquín também obteve Mestrado em Teologia pela FAJE - Faculdade Jesuíta de Filosofia e Teologia de Belo Horizonte, com dissertação defendida em 2017. Como bispo de Rio Branco, é o diretor-geral da Faculdade Diocesana São José - FADISI. É o atual presidente do Regional Noroeste da CNBB.